# Los Barrios de Nistoso
Los Barrios de Nistoso es una localidad de la provincia de León que pertenece al Ayuntamiento de Villagatón. Está compuesto por tres núcleos: Nistoso (29 habitantes en 2018); Tabladas (7 hab.) y Villar (5 hab.).
El momento de su fundación es incierto. Los Barrios figuran en un mapa realizado en 1524 por Juan de Bustillo, y archivado en la Real Chancillería de Valladolid. En él se ve a Los Barrios, donde se dibujan cinco casas y un caballero con lanza. Se realizó para delimitar territorios con Bembibre, Almagarinos y otros puntos de la zona. Los Barrios han sido el mayor núcleo urbano de la Comarca. Ya en el siglo XVIII tenía unos 500 habitantes.
Se encuentra a 1.140 metros sobre el nivel del mar. El terreno es pizarroso y montañoso. Se encuentran tres arroyos que dan riego a las respectivas praderas y valles. Los montes se hallan cubiertos de urz, roble y otros arbustos. Su fauna se compone de perdices, liebres, lobos, jabalís y corzos.
En su día las producciones tradicionales eran centeno, patatas, lino, pastos y hortalizas; la de cría ganado vacuno, cabrío y lanar; la caza de perdices, liebres, lobos, jabalíes y zorros, y la pesca de truchas. Entonces había fabricaciones de carbón de madera e hilazas de lino. A mediados del siglo XX, se produjo el boom minero que generaba buenos salarios.
Pero con el tiempo le llegó la crisis y con ella la emigración a zonas como el País Vasco, Valladolid, Madrid y Barcelona. Esta actividad ha ido decayendo y los tres barrios están a punto de quedar deshabitados hasta el punto en que hoy día, solo llegan a docena de vecinos, aunque estos pueblos recobren vida en época estival.
Las viejas casas del lugar eran de pizarra, muy bajas y cubiertas de cuelmo. Quedan algunas. Hay otras casas de construcción posterior, también de planta baja, ya en su mayoría abandonadas, y aun algunas de planta alta en similar estado de abandono. El conjunto es interesante pero tiene los días contados. Cada vez quedan menos pobladores y, una a una, las techumbres y las casas se van cayendo en si.
Quedan importantes muestras de arquitectura tradicional. Como patrimonio histórico-cultural, destacan las ermitas e iglesias de los tres pueblos: la iglesia de Santa Marina en Nistoso, la Iglesia de San Juan Bautista en Villar, y la Iglesia de Santa María Magdalena en Tabladas.
Como parroquia de los tres pueblos, se encuentra la Iglesia de Santa Marina. Fue construida en los siglos XVI y XVII, y el estilo es predominantemente renacentista. Es una de las iglesias más antiguas de La Cepeda. Está construida en piedra y pizarra, formada por una sola nave, con la sacristía en un lateral, la espadaña a los pies de la nave, y la puerta de acceso está ubicada al norte y es de arco de medio punto. Posee un atrio donde se celebran los concejos de los tres pueblos. Está construida sobre roca para recuerdo evangélico de San Pedro.
Otra pieza histórica, es el Relicario de Santa Apolonia de Tabladas. Es una pieza de plata y marfil, realizada por el orfebre astorgano Juan de Castro.
- Datos: Q5979353